# Campeonato Mundial de Natação em Piscina Curta de 2016 - 400 m livre feminino
A prova dos 400 metros nado livre feminino do Campeonato Mundial de Natação em Piscina Curta de 2016 foi disputado no dia  9 de dezembro no Centro WFCU em Windsor, Canadá.

## Recordes
Antes desta competição, os recordes mundiais e do campeonato nesta prova eram os seguintes:
|                       | Nome            | Nacionalidade | Tempo   | Local  | Data                  |
| --------------------- | --------------- | ------------- | ------- | ------ | --------------------- |
| Recorde mundial       | Mireia Belmonte | Espanha       | 3:54.52 | Berlim | 11 de agosto de 2013  |
| Recorde do campeonato | Mireia Belmonte | Espanha       | 3:55.76 | Doha   | 5 de dezembro de 2014 |

## Medalhistas
| Ouro             | Prata                  | Bronze                 |
| Leah Smith (USA) | Wieronika Popowa (RUS) | Chihiro Igarashi (JPN) |

## Resultados

### Eliminatórias
As eliminatórias ocorreram dia 9 de dezembro com um total de 60 nadadoras.  
| Colocação | Bateria | Raia | Nome                     | Nacionalidade        | Tempo     | Notas |
| --------- | ------- | ---- | ------------------------ | -------------------- | --------- | ----- |
| 1.        | 5       | 4    | Leah Smith               | Estados Unidos       | 4:00,47   | Q     |
| 2.        | 6       | 5    | Wieronika Popowa         | Rússia               | 4:01,11   | Q     |
| 3.        | 5       | 2    | Chihiro Igarashi         | Japão                | 4:02,23   | Q     |
| 4.        | 6       | 4    | Katinka Hosszú           | Hungria              | 4:02,38   | Q     |
| 5.        | 6       | 6    | Ariarne Titmus           | Austrália            | 4:03,54   | Q     |
| 6.        | 6       | 3    | Sharon van Rouwendaal    | Países Baixos        | 4:04,07   | Q     |
| 7.        | 6       | 8    | Zhang Yuhan              | China                | 4:04,49   | Q     |
| 8.        | 6       | 9    | Aya Takano               | Japão                | 4:04,89   | Q     |
| 9.        | 5       | 3    | Ashley Twichell          | Estados Unidos       | 4:05,27   |       |
| 10.       | 4       | 7    | Kennedy Goss             | Canadá               | 4:05,91   |       |
| 11.       | 5       | 6    | Arina Opionyszewa        | Rússia               | 4:06,31   |       |
| 12.       | 6       | 1    | Reva Foos                | Alemanha             | 4:06,47   |       |
| 13.       | 5       | 7    | Kiah Melverton           | Austrália            | 4:06,51   |       |
| 14.       | 4       | 2    | Taylor Ruck              | Canadá               | 4:06,69   |       |
| 15.       | 5       | 0    | Li Bingjie               | China                | 4:07,03   |       |
| 16.       | 1       | 9    | Abbie Wood               | Reino Unido          | 4:07,29   |       |
| 17.       | 6       | 7    | Georgia Coates           | Reino Unido          | 4:09,16   |       |
| 18.       | 6       | 2    | Viviane Jungblut         | Brasil               | 4:09,38   |       |
| 19.       | 4       | 3    | Robin Neumann            | Países Baixos        | 4:09,67   |       |
| 20.       | 5       | 1    | Diana Durães             | Portugal             | 4:10,18   |       |
| 21.       | 4       | 0    | Celine Rieder            | Alemanha             | 4:10,29   |       |
| 22.       | 5       | 9    | Martina Elhenická        | Chéquia              | 4:10,38   |       |
| 23.       | 4       | 4    | Maria Ogolkova           | Suíça                | 4:10,60   |       |
| 24.       | 4       | 5    | Delfina Pignatiello      | Argentina            | 4:10,68   |       |
| 25.       | 4       | 6    | Julia Hassler            | Liechtenstein        | 4:10,95   |       |
| 26.       | 4       | 9    | Maj Howardsen            | Dinamarca            | 4:11,51   |       |
| 27.       | 4       | 8    | Fantina Lesaffre         | França               | 4:12,91   |       |
| 28.       | 6       | 0    | Gaja Natlacen            | Eslovênia            | 4:13,11   |       |
| 29.       | 3       | 0    | Helena Moreno            | Costa Rica           | 4:13,55   |       |
| 30.       | 3       | 3    | Monique Olivier          | Luxemburgo           | 4:15,28   |       |
| 31.       | 3       | 7    | Souad Nefissa Cherouati  | Argélia              | 4:15,72   |       |
| 32.       | 3       | 5    | Elisbet Gamez Matos      | Cuba                 | 4:16,69   |       |
| 33.       | 3       | 8    | Nejla Karić              | Bósnia e Herzegovina | 4:17,03   |       |
| 34.       | 3       | 4    | Benjaporn Sriphanomthorn | Tailândia            | 4:18,20   |       |
| 35.       | 4       | 1    | Tamila Holub             | Portugal             | 4:18,76   |       |
| 36.       | 1       | 5    | Karen Torrez             | Bolívia              | 4:20,24   |       |
| 37.       | 3       | 2    | Andrea Cedrón Rodríguez  | Peru                 | 4:20,25   |       |
| 38.       | 3       | 6    | Jessica Cattaneo         | Peru                 | 4:21,92   |       |
| 39.       | 1       | 8    | Christie Chue            | Singapura            | 4:22,49   |       |
| 40.       | 2       | 4    | Rosalee Mira Santa Ana   | Filipinas            | 4:22,70   |       |
| 41.       | 2       | 6    | Gabriella Doueihy        | Líbano               | 4:24,54   |       |
| 42.       | 3       | 9    | Daniella van den Berg    | Aruba                | 4:25,18   |       |
| 43.       | 3       | 1    | Sara Nysted              | Ilhas Feroé          | 4:25,85   |       |
| 44.       | 2       | 3    | Malavika Vishwanath      | Índia                | 4:26,98   |       |
| 45.       | 2       | 5    | Ines Marin               | Chile                | 4:30,09   |       |
| 46.       | 2       | 7    | Maeform Borriello        | Honduras             | 4:32,47   |       |
| 47.       | 2       | 1    | Fatima Alkaramova        | Azerbaijão           | 4:32,51   |       |
| 48.       | 2       | 9    | Alania Suttie            | Samoa                | 4:32,72   |       |
| 49.       | 1       | 3    | Enkhkhuslen Batbayar     | Mongólia             | 4:37,87   |       |
| 50.       | 2       | 8    | Yara Lima                | Angola               | 4:40,69   |       |
| 51.       | 2       | 0    | McKayla Treasure         | Barbados             | 4:42,12   |       |
| 52.       | 1       | 2    | Diana Basho              | Albânia              | 4:54,63   |       |
| 53.       | 1       | 6    | Tiana Rabarijaona        | Madagáscar           | 4:56,27   |       |
| 54.       | 1       | 1    | Osisang Chilton          | Palau                | 4:59,21   |       |
| 55. !     | 1       | 0    | Federica Pellegrini      | Itália               | 9:99,99 ! | DNS   |
| 55. !     | 1       | 4    | Dara Al-Bakry            | Jordânia             | 9:99,99 ! | DNS   |
| 55. !     | 1       | 7    | Alesia Neziri            | Albânia              | 9:99,99 ! | DNS   |
| 55. !     | 2       | 2    | Talita Te Flan           | Costa do Marfim      | 9:99,99 ! | DNS   |
| 55. !     | 5       | 5    | Mireia Belmonte          | Espanha              | 9:99,99 ! | DNS   |
| 55. !     | 5       | 8    | Ajna Késely              | Hungria              | 9:99,99 ! | DNS   |

### Final
A final teve sua disputa realizada em 9 de dezembro. 
| Colocação         | Raia | Nome                  | Nacionalidade  | Tempo   | Notas |
| ----------------- | ---- | --------------------- | -------------- | ------- | ----- |
| Medalha de ouro   | 4    | Leah Smith            | Estados Unidos | 3:57,78 |       |
| Medalha de prata  | 5    | Wieronika Popowa      | Rússia         | 3:58,90 |       |
| Medalha de bronze | 3    | Chihiro Igarashi      | Japão          | 3:59,41 |       |
| 4.                | 6    | Katinka Hosszú        | Hungria        | 3:59,89 |       |
| 5.                | 1    | Zhang Yuhan           | China          | 4:02,61 |       |
| 6.                | 2    | Ariarne Titmus        | Austrália      | 4:02,70 |       |
| 7.                | 7    | Sharon van Rouwendaal | Países Baixos  | 4:03,69 |       |
| 8.                | 8    | Aya Takano            | Japão          | 4:05,95 |       |

Legenda
| Recorde mundial       | Recorde mundial (World record)               |                       | Recorde africano                      | Recorde africano (African) |                                           | Q | Classificado por posição (Qualified) |
| Recorde do campeonato | Recorde do campeonato (Championship record)  | Recorde da América    | Recorde da América (Americas)         | q                          | Classificado por melhor tempo (Qualified) |   |                                      |
| Melhor marca do ano   | Melhor marca do ano (World leading)          | Recorde asiático      | Recorde asiático (Asian)              | DNS                        | Não largou (Did not start)                |   |                                      |
| Recorde nacional      | Recorde nacional (National record)           | Recorde europeu       | Recorde europeu (European)            | DNF                        | Não terminou (Did not finish)             |   |                                      |
| Recorde pessoal       | Recorde pessoal do atleta (Personal best)    | Recorde da Oceania    | Recorde da Oceania (Oceania)          | DSQ / DQ                   | Desclassificado (Disqualified)            |   |                                      |
| Recorde da temporada  | Recorde da temporada do atleta (Season best) | Recorde sul-americano | Recorde sul-americano (South America) | NM                         | Sem marca (No mark)                       |   |                                      |